# Guvernul Nicolae Văcăroiu
Guvernul Nicolae Văcăroiu a condus România în perioada 19 noiembrie 1992 - 11 decembrie 1996.

## Componență
19 noiembrie 1992 - Camerele reunite ale Parlamentului dau votul de încredere noului Guvern, cu 260 voturi pentru și 203 împotrivă.
20 noiembrie 1992 - În fața președintelui Ion Iliescu, membrii Guvernului depun jurământul.
- Prim-ministru

Nicolae Văcăroiu (19 noiembrie 1992 - 11 decembrie 1996)
- Ministru de stat, președinte al Consiliului de Coordonare, Strategie și Reformă economică

Mișu Negrițoiu (19 noiembrie 1992 - 27 august 1993)
Mircea Coșea (28 august 1993 - 11 decembrie 1996)
27 august 1993 - Mișu Negrițoiu este numit consilier prezidențial la Președinția României.
- Ministru de stat, ministrul muncii și protecției sociale

Dan Mircea Popescu (19 noiembrie 1992 - 11 decembrie 1996)
- Ministru de stat, ministru de finanțe

Florin Georgescu (19 noiembrie 1992 - 11 decembrie 1996)
- Ministru de stat, ministru de externe

Teodor Viorel Meleșcanu (19 noiembrie 1992 - 11 decembrie 1996)
- Ministru de interne

George Ioan Dănescu (19 noiembrie 1992 - 6 martie 1994)
Doru Ioan Tărăcilă (6 martie 1994 - 11 decembrie 1996)
- Ministrul industriilor

Dumitru Popescu (19 noiembrie 1992 - 20 ianuarie 1996)
Alexandru-Octavi Stănescu (20 ianuarie - 11 decembrie 1996)
- Ministrul agriculturii și alimentației

Ioan Oancea (19 noiembrie 1992 - 18 august 1994)
Valeriu Tabără (18 august 1994 - 3 septembrie 1996)
Alexandru Lăpușan (3 septembrie - 11 decembrie 1996)
- Ministrul comunicațiilor

Andrei Chirică (19 noiembrie 1992 - 18 august 1994)
Adrian Turicu (18 august 1994 - 31 ianuarie 1996)
ad-int. Mircea Coșea (31 ianuarie - 6 martie 1996)
Ovidiu Ioan Muntean (6 martie - 3 septembrie 1996)
Virgil Popescu (3 septembrie - 11 decembrie 1996)
- Ministrul comerțului

Constantin Teculescu (19 noiembrie 1992 - 28 august 1993)
Cristian-Traian Ionescu (28 august 1993 - 4 mai 1995)
Petru Crișan (4 mai 1995 - 19 ianuarie 1996)
Dan Ioan Popescu (19 ianuarie - 11 decembrie 1996)
- Ministrul turismului

Dan Matei-Agathon (19 noiembrie 1992 - 11 decembrie 1996)
- Ministrul lucrărilor publice și amenajării teritoriului

Marin Cristea (19 noiembrie 1992 - 11 decembrie 1996)
- Ministrul transporturilor

Paul Teodoru (19 noiembrie 1992 - 6 martie 1994)
Aurel Novac (6 martie 1994 - 11 decembrie 1996)
- Ministrul apelor, pădurilor și protecției mediului

Aurel Constantin Ilie (19 noiembrie 1992 - 11 decembrie 1996)
- Ministrul sănătății

Iulian Mincu (19 noiembrie 1992 - 23 august 1996)
Daniela Bartoș (23 august - 11 decembrie 1996)
- Ministrul tineretului și sportului

Gheorghe Angelescu (19 noiembrie 1992 - 28 august 1993)
Alexandru Mironov (28 august 1993 - 11 decembrie 1996)
- Ministru de justiție

Petre Ninosu (19 noiembrie 1992 - 6 martie 1994)
Iosif Gavril Chiuzbaian (6 martie 1994 - 3 septembrie 1996)
Ion Predescu (3 septembrie - 11 decembrie 1996)
- Ministrul culturii

Mihail Golu (19 noiembrie 1992 - 28 august 1993)
Petre Sălcudeanu (28 august - 5 noiembrie 1993)
ad-int. Liviu Maior (5 - 25 noiembrie 1993)
Marin Sorescu (25 noiembrie 1993 - 5 mai 1995)
Viorel Mărginean (5 mai 1995 - 23 august 1996)
Grigore Zanc (23 august - 11 decembrie 1996)
- Ministrul învățământului

Liviu Maior (19 noiembrie 1992 - 11 decembrie 1996)
- Ministrul cercetării și tehnologiei

Doru Dumitru Palade (19 noiembrie 1992 - 11 decembrie 1996)
- Ministrul apărării naționale

General Niculae Spiroiu (19 noiembrie 1992 - 6 martie 1994)
Gheorghe Tinca (6 martie 1994 - 11 decembrie 1996)
- Ministru pentru relația cu Parlamentul

Valer Dorneanu (19 noiembrie 1992 - 20 octombrie 1995)
Petre Ninosu (20 octombrie 1995 - 11 decembrie 1996)

## Secretari de stat
- Secretar de stat, șef al Departamentului Informații Publice

Virginia Gheorghiu (20 noiembrie 1992 - 15 februarie 1993)
Octavian Partenie (15 februarie - 28 august 1993)
Dumitru Popa (28 august 1993 - 11 ianuarie 1994)
Nicolae Dan Fruntelată (29 octombrie 1994 - 11 decembrie 1996)
- Secretar de stat la Departamentul pentru Structura Social-Economică

Dorel Nelu Șandor (20 noiembrie - 18 decembrie 1992)
- Secretar de stat, șef al Departamentului pentru Administrația Publică Locală

Octav Cozmâncă (9 decembrie 1992 - 11 decembrie 1996)
- Secretar de stat, șef al Departamentului pentru Integrare Europeană, din subordinea Guvernului

Napoleon Pop (5 ianuarie 1993 - 1 august 1994)
Ghiorghi Prisăcaru (7 septembrie 1994 - 11 decembrie 1996)
- Secretar de stat la Agenția Națională de Privatizare

Aurelian Dochia (5 ianuarie - 15 septembrie 1993)
Constantin Popescu (15 septembrie 1993 - 8 martie 1994)
Iacob Zelenco (8 martie 1994 - 11 decembrie 1996)
- Secretar de stat, președinte al Agenției de Restructurare

Dumitru Dan Popescu (3 ianuarie 1994 - 11 decembrie 1996)

### Secretariatul General al Guvernului
- Secretar general al Guvernului

Paul Jerbas (20 - 28 noiembrie 1992)
Viorel Hrebenciuc (28 noiembrie 1992 - 11 decembrie 1996)
- Secretar general adjunct al Guvernului

Mihail Gondoș (20 noiembrie - 1 decembrie 1992)
Ion Columbeanu (1 decembrie 1992 - 11 decembrie 1996)
Mihai Unghianu (1 decembrie 1992 - 11 decembrie 1996)

### Ministerul Apărării Naționale
- Secretar de stat la Ministerul Apărării Naționale, șeful Marelui Stat Major al Armatei

General Dumitru Cioflină (20 noiembrie 1992 - 11 decembrie 1996)
- Secretar de stat la Ministerul Apărării Naționale

Ioan Mircea Pașcu (15 februarie 1993)

### Ministerul de Interne
- Secretar de stat la Ministerul de Interne

Gheorghe Carp (20 noiembrie 1992 - 11 mai 1993)
Nicolae Crăciun (20 noiembrie 1992 - 11 mai 1993)
Ion G. Marin (11 mai 1993 - 6 martie 1994)
Eugen Sandu (11 mai 1993 - 11 decembrie 1996)
Ghiciu Pascu (11 mai 1993 - 11 decembrie 1996)
General Ion Pitulescu (11 mai 1993 - 11 decembrie 1996)
General George Ioan Dănescu (6 martie 1994 - 11 decembrie 1996)

### Ministerul de Justiție
- Secretar de stat la Ministerul de Justiție

Radu Giroveanu (30 decembrie 1992 - 13 iulie 1993)
Lucian Stângu (30 decembrie 1992 - 1995)
Adrian Duță (30 decembrie 1992 - 11 decembrie 1996)
Florin Costiniu (13 iulie 1993 - 1 august 1994)

### Ministerul de Externe
- Secretar de stat la Ministerul de Externe

Ionel Săndulescu (20 noiembrie - 4 decembrie 1992)
Gheorghe Tinca (30 decembrie 1992 - 6 martie 1994)
Constantin Ene (30 decembrie 1992 - 11 decembrie 1996)
Adrian Dohotaru (30 decembrie 1992 - 11 decembrie 1996)
Marcel Dinu (30 decembrie 1992 - 11 decembrie 1996)
Ion Goriță (30 decembrie 1992 - 11 decembrie 1996)
Marin Mitriș (30 decembrie 1992 - 11 decembrie 1996)

### Ministerul Finanțelor
- Secretar de stat la Ministerul Finanțelor

Paul Coman (20 noiembrie - 12 decembrie 1992)
Nicolae Dumitru Constantinescu (12 decembrie 1992 - 11 decembrie 1996)
Eugen Corneliu Gorcea (12 decembrie 1992 - 11 decembrie 1996)
Dan Mogoș (12 decembrie 1992 - 11 decembrie 1996)
Marin Oană (12 decembrie 1992 - 11 decembrie 1996)
- Secretar de stat, președinte al Comisiei Naționale de Prognoză

Mircea Coșea (30 decembrie 1992 - 28 august 1993)

### Ministerul Industriei
- Secretar de stat la Ministerul Industriei

Virgil Mușatescu (20 noiembrie - 30 decembrie 1992)
Constantin Gelu Radu (30 decembrie 1992 - 28 august 1993)
Nicolae Mihai Marinescu (30 decembrie 1992 - 28 august 1993)
Ion Sucală (30 decembrie 1992 - 28 august 1993)
Marin Nicolae (30 decembrie 1992 - 28 februarie 1994)
Vasile Baltac (30 decembrie 1992 - 7 aprilie 1994)
Constantin Dicu (30 decembrie 1992 - 20 august 1994)
Mihai Paraschiv (30 decembrie 1992 - 20 august 1994)
Lucian Moțiu (30 decembrie 1992 - 20 august 1994)
Alexandru-Octavi Stănescu (30 decembrie 1992 - 20 ianuarie 1996)
Ioan Gâf Deac (30 decembrie 1992 - 11 decembrie 1996)
Lucian Dumitru (30 decembrie 1992 - 11 decembrie 1996)
Virgiliu Adrian Savin (28 august 1993 - 20 august 1994)
Petru Ianc (28 august 1993 - 20 august 1994)
Virgil Popa (28 august 1993 - 11 decembrie 1996)
Dan Ioan Popescu (28 aprilie 1994 - 19 ianuarie 1996)

### Ministerul Agriculturii și Alimentației
- Secretar de stat la Ministerul Agriculturii și Alimentației

Constantin Arseni (20 noiembrie - 23 decembrie 1992)
Ovidiu Natea (20 noiembrie - 23 decembrie 1992)
Ovidiu Grasu (20 noiembrie - 23 decembrie 1992)
Gheorghe Mureșan (20 noiembrie - 23 decembrie 1992)
Constantin Ignat (23 decembrie 1992 - 22 august 1994)
Vasile Berinde (23 decembrie 1992 - 22 august 1994)
Gheorghe Antohi (23 decembrie 1992 - 22 august 1994)
Alexandru Lăpușan (23 decembrie 1992 - 3 septembrie 1996)
Stan Dragomir (23 decembrie 1992 - 11 decembrie 1996)
Iulian Pușcă (22 august 1994 - 11 decembrie 1996)

### Ministerul Comerțului
- Secretar de stat la Ministerul Comerțului

Napoleon Pop (20 noiembrie 1992 - 5 ianuarie 1993)
Gheorghe Albu (20 noiembrie 1992 - 5 ianuarie 1993)
Liviu Păunescu (20 noiembrie 1992 - 29 martie 1993)
Teodor Purcărea (8 ianuarie 1993 - 15 august 1994)
Liviu Bunescu (8 ianuarie 1993 - 11 decembrie 1996)
Mihai Grigoroscuța (8 ianuarie 1993 - 11 decembrie 1996)
Vasile Ene (15 februarie 1993 - 11 decembrie 1996)
Cristian-Traian Ionescu (29 martie - 28 august 1993)
Mihai Berinde (28 august 1993 - 15 august 1994)
Ilie Pârgaru (15 august 1994 - 11 decembrie 1996)

### Ministerul Transporturilor
- Secretar de stat la Ministerul Transporturilor

Alexandru Bunea (20 noiembrie - 29 decembrie 1992)
Adrian Matache (20 noiembrie 1992 - 28 august 1993)
Valentin Mirescu (29 decembrie 1992 - 3 mai 1993)
Ion Tomescu (29 decembrie 1992 - 28 august 1993)
Aurel Novac (29 decembrie 1992 - 6 martie 1994)
Teodor Groza (29 decembrie 1992 - 11 decembrie 1996)
Ioan Tătar (3 mai - 3 decembrie 1993)
Petru Dumitru Tenie (28 august 1993 - 28 februarie 1994)
Petru Șerban Mihăilescu (28 august 1993 - 11 decembrie 1996)
Tudor Florescu (3 decembrie 1993 - 11 decembrie 1996)

### Ministerul Turismului
- Secretar de stat la Ministerul Turismului

Oreste Ungureanu (21 decembrie 1992 - 28 august 1993)
Nicolae Neacșu (28 august 1993 - 11 decembrie 1996)

### Ministerul Comunicațiilor
- Secretar de stat la Ministerul Comunicațiilor

Vasile Ene (21 decembrie 1992 - 7 septembrie 1994)
Virgil Popescu (7 septembrie 1994 - 11 decembrie 1996)

### Ministerul Lucrărilor Publice și Amenajării Teritoriului
- Secretar de stat la Ministerul Lucrărilor Publice și Amenajării Teritoriului

Dan Stelian Alexandrescu (20 noiembrie - 15 decembrie 1992)
Victor Dumitrache (17 decembrie 1992 - 15 august 1994)
Teodor Gavrilă (17 decembrie 1992 - 11 decembrie 1996)
Crișan Popescu (17 decembrie 1992 - 11 decembrie 1996)

### Ministerul Apelor, Pădurilor și Protecției Mediului
- Secretar de stat la Ministerul Apelor, Pădurilor și Protecției Mediului

Angheluță Vădineanu (20 noiembrie - 15 decembrie 1992)
Petru Constantin Mărcuța (20 noiembrie - 15 decembrie 1992)
Ioan Seceleanu (15 decembrie 1992 - 28 august 1993)
Petru Popa (15 decembrie 1992 - 11 decembrie 1996)
Ioan Jelev (15 decembrie 1992 - 11 decembrie 1996)
Florin Stadiu (15 decembrie 1992 - 11 decembrie 1996)
Marin Ianculescu (28 august 1993 - 11 decembrie 1996)
- Secretar de stat la Administrația Națională pentru Resurse Minerale

Doru Laurian Bădulescu (9 februarie 1994 - 11 decembrie 1996)

### Ministerul Învățământului
- Secretar de stat la Ministerul Învățământului

Sorin Cristea (20 noiembrie - 31 decembrie 1992)
Ioan Hâjoabă (31 decembrie 1992 - 18 august 1994)
Romulus Pop (31 decembrie 1992 - 11 decembrie 1996)
Gheorghe Sorin Ionescu (31 decembrie 1992 - 11 decembrie 1996)

### Ministerul Cercetării și Tehnologiei
- Secretar de stat la Ministerul Cercetării și Tehnologiei

Florin Teodor Tănăsescu (30 decembrie 1992 - 11 decembrie 1996)

### Ministerul Culturii
- Secretar de stat la Ministerul Culturii, șef al Departamentului Cultelor

Gheorghe Vlăduțescu (20 noiembrie 1992 - 1 martie 1995)
Ilie Fonta (1 martie 1995 - 11 decembrie 1996)
- Secretar de stat la Ministerul Culturii

Andor Horváth (16 octombrie 1991 - 4 septembrie 1992)
Eugen Vasiliu (16 octombrie 1991 - 19 noiembrie 1992)
Radu Boroianu (20 noiembrie - 30 decembrie 1992)
Serafim Duicu (30 decembrie 1992 - 28 august 1993)
Mircea Albulescu (30 decembrie 1992 - 31 martie 1994)
Mircea Tomuș (30 decembrie 1992 - 15 august 1994)
Mihai Ungheanu (28 august 1993 - 11 decembrie 1996)

### Ministerul Sănătății
- Secretar de stat la Ministerul Sănătății

George Iacob (20 noiembrie - 29 decembrie 1992)
Victor Băbusceac (20 noiembrie - 29 decembrie 1992)
Traian Ionescu (29 decembrie 1992 - 28 august 1993)
Alexandru Oproiu (29 decembrie 1992 - 11 decembrie 1996)
Liviu Vâlcu (29 decembrie 1992 - 11 decembrie 1996)
Dan Poenaru (28 august 1993 - 11 decembrie 1996)

### Ministerul Tineretului și Sportului
- Secretar de stat la Ministerul Tineretului și Sportului

Ion Dan Trestieni (20 noiembrie - 29 decembrie 1992)
Cristian Gațu (20 noiembrie 1992 - 28 august 1993)
Mariana Raina Calotă (29 decembrie 1992 - 28 august 1993)
Gheorghe Angelescu (28 august 1993 - 28 februarie 1994)
Nicolae Mărășescu (28 august 1993 - 11 decembrie 1996)
Violeta Dana Gheorghe (28 februarie 1994 - 11 decembrie 1996)

### Ministerul Muncii și Protecției Sociale
- Secretar de stat la Ministerul Muncii și Protecției Sociale

Constantin Iordănescu (19 noiembrie - 9 decembrie 1992)
Dorel Mustățea (17 decembrie 1992 - 11 decembrie 1996)
Adrian Neacșu (17 decembrie 1992 - 11 decembrie 1996)
Gheorghe Brejoiu (15 ianuarie 1993 - 11 decembrie 1996)
Dan Andreescu (15 ianuarie 1993 - 11 decembrie 1996)
Marian Sârbu (19 aprilie 1994 - 11 decembrie 1996)